# Sartène
Sartène (corsă: Sartè) este un oraș în Franța, sub-prefectură a departamentului Corse-du-Sud, în regiunea Corsica.

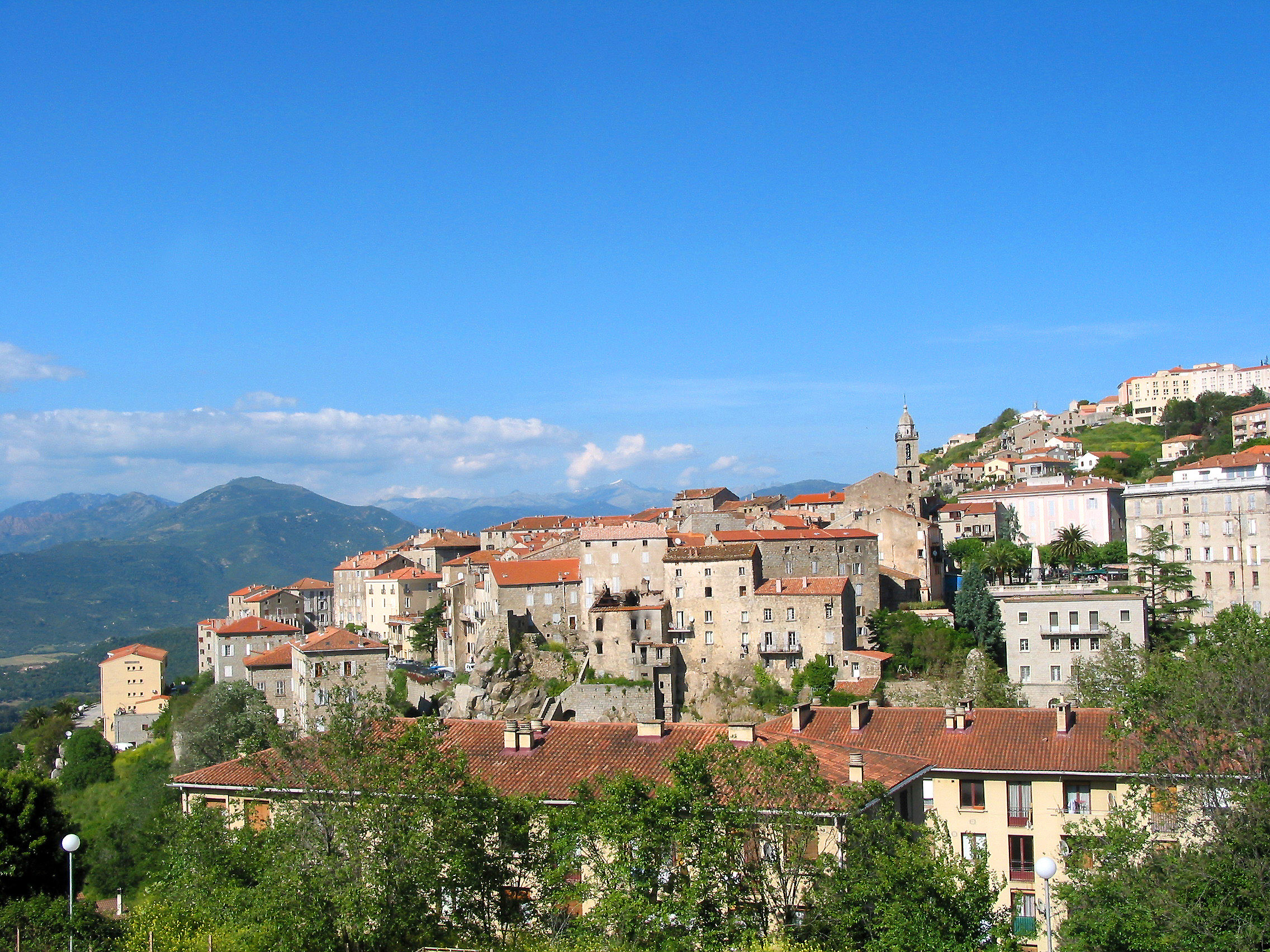
Sartène